# Запис Божин храст (Кочино Село)
Запис Божин храст (Кочино Село) се налази на парцели чији је власник Град Јагодина.

## Локација
| Општина             | Јагодина                                                                    |
| Катастарска општина | Кочино Село                                                                 |
| Потес               | Доња мала                                                                   |
| Координате          | 44° 02′ 03″ С; 21° 16′ 20″ И / 44.034100000000002° С; 21.272200000000002° И |
| Надморска висина    | 112m                                                                        |

## Карактеристике
Дендрометријске вредности утврђене на терену и сателитским снимцима:
| Стабло                     | Храст |
| Висина стабла              | m     |
| Обим дебла                 | m     |
| Пречник крошње             | 28m   |
| Пречник дебла              | m     |
| Висина дебла до прве гране | m     |

## База записа
Запис је у оквиру Викимедија пројекта "Запис - Свето дрво" заведен под редним бројем 0107.